# Дворец (Речицкий район)
Дворе́ц (бел. Дварэц) — деревня в Холмечском сельсовете Речицкого района Гомельской области Беларуси.

## География

### Расположение
В 24 км на юго-восток от районного центра и железнодорожной станции Речица (на линии Гомель — Калинковичи), 74 км от Гомеля. На реке Днепр.

## Транспортная сеть
Транспортные связи по просёлочной, затем автомобильной дороге Лоев — Речица. Планировка состоит из прямолинейной, близкой к меридиональной ориентации улицы, застроенной двусторонне, неплотно преимущественно деревянными усадьбами. Новая улица (100 домов), застроенная в 1986 году кирпичными домами коттеджного типа, заселена переселенцами из загрязнённых радиацией мест в результате катастрофы на Чернобыльской АЭС.

## История
По письменным источникам известна с XIX века как селение в Холмечской волости Речицкого уезда Минской губернии. В 1850 году — владение графа Ракицкого. В 1879 году обозначена в Холмечском церковном приходе. В 1930 году — 440 га земли. В 1930 году организован колхоз «Победа», работали кузница и ветряная мельница. 62 жителя погибли на фронтах Великой Отечественной войны. Согласно переписи 1959 года — в составе колхоза имени XXII съезда КПСС (центр — деревня Вышемир). Работает клуб.

## Население

### Численность
- 2004 год — 148 хозяйств, 396 жителей.

### Динамика
- 1850 год — 28 дворов.
- 1897 год — 33 двора, 268 жителей (согласно переписи).
- 1908 год — 52 двора, 338 жителей.
- 1930 год — 86 дворов, 486 жителей.
- 1959 год — 391 житель (согласно переписи).
- 2004 год — 148 хозяйств, 396 жителей.

## Известные уроженцы
- П. Я. Сыромахо — командир партизанской бригады имени Г. К. Жукова Вилейской области.